# Michel Sittow
Michael Sittow, també conegut com a Maestre Michiel, Michel Sittow, Michiel, Miguel i moltes altres variants (c.1469-1525) va ser un pintor de Reval (avui Tallinn, Estònia) que va ser educat en la tradició dels primitius flamencs. Durant la major part de la seva vida, Sittow va treballar com a retratista de la cort, d'Isabel de Castella, els Habsburgs i altres nobles d'Espanya i els Països Baixos. Va ser un dels pintors flamencs més importants de l'època.

## Biografia
Michael Sittow va néixer el 1468 o 1469 a Reval en una família relativament rica. El seu pare, Claw (Claus, Claes...) van der Sittow (Suttow) era pintor i tallador de fusta i la seva mare era Margarida Molner. Era el gran de tres germans i el seguien Claw i Jasper.
Els orígens de Claw van der Sittow (-? 1482) no són clars -pot ser que tingui l'origen en el poble de Zittow prop de Wismar o potser era d'origen flamenc. Va arribar a Reval el 1454 i va esdevenir ciutadà d'aquesta el 1457. Claw era un home ric per ser un artista, va ser propietari de diverses cases a la ciutat. Es va convertir en un avaluador en el gremi dels artesans el 1479.
Claw van der Sittow es va casar amb Margarida Molner (-? 1501) el 1468. Ella formava part de la minoria dels Suecs de Finlàndia i era la filla d'un ric comerciant, Olef Molner (Olef Andersson Mölnare).
Al principi Michel Sittow va estudiar pintura i escultura al taller del seu pare, mentre assistia a l'escola de la ciutat per aprendre llatí, aritmètica i cant. Després de la mort del seu pare el 1482, Michel continuar els seus estudis a Bruges en el període 1484-1488. Es creu que va estudiar al taller de l'holandès Hans Memling.
Després de ser aprenent, Michel Sittow va aconseguir el mestratge entre 1488 i 1491-1492, encara que no va arribar a ser un mestre en el gremi local de Bruges. Va treballar com un pintor de retrats, va viatjar al sud d'Europa, on va adquirir trets de l'art francès i italià, que es van fer evidents en la seva obra.
Des de 1492 Sittow va treballar a Toledo, Castella, per a la reina Isabel com a pintor de la cort. Isabel havia acollit diversos acadèmics i pintors de diferents països per a la seva cort.

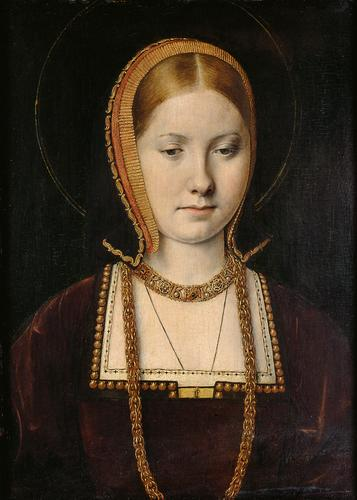
El retrat de Viena, probablement de Caterina d'Aragó.

Michael Sittow es va fer conèixer com a Melchor Arnoldo Alemany ("l'alemany") a la cort, tot i que les cartes de l'emperador Maximilià i Margarida d'Àustria també parlen d'un pintor "Mychel Flamenc" ("Miguel Fleming"), que bé podria ser Michael Sittow. Sittow va ser el pintor més ben pagat de la cort de la reina, ja que rebia un salari de 50.000 morabetís l'any (Juan de Flandes rebia la segona remuneració més alta per a un artista era de 20.000 morabatís) Sittow va col·laborar amb Juan de Flandes en la sèrie de petits quadres de la vida de Crist i la Verge de la reina.
Oficialment Sittow va treballar per a Isabel fins a la seva mort en 1504, tot i que havia sortit d'Espanya dos anys abans i va anar suposadament a treballar a Flandes per al fill polític de la reina Isabel, Felip el Bell. va pintar un retrat de Filibert II de Savoia.
Sittow probablement va visitar Londres entre 1503-1505, encara que aquest fet no està documentat. És considerat com l'autor del retrat d'Enric VII (National Portrait Gallery, Londres), que després va ser usat com un model de Hans Holbein i altres pintors del moment per a elaborar les seves representacions pòstumes del monarca. L'autoria del retrat no ha estat establerta
Un retrat que avui dia es guarda a Viena representa la filla de la reina Isabel, Caterina d'Aragó, ja vídua per la mort de l'hereu d'Enric VII, Artur de Gal·les, i abans de tornar-se a casar amb el seu germà, que més tard seria Enric VIII, aquest quadre hauria estat pintat en aquesta visita. Dues pintures Sittow de Maria Magdalena (Detroit) i la Mare de Déu (Berlín) semblen utilitzar el mateix model, que també pot ser una jove Caterina, abans que ella anés a Anglaterra. L'ús dels membres de cases reials com a models per a les figures sagrades es troba en l'art de la cort als Països Baixos en aquest moment, però, el fet que els tres quadres mostrin la mateixa persona, i que Caterina és el model de qualsevol d'aquests, no es pot confirmar, en part perquè no hi ha altres retrats bé d'ella quan era jove. La Verge de Berlín va constituir l'altra meitat d'un díptic amb el retrat de Washington de Diego de Guevara, un cortesà espanyol amb els Habsburg, conegut per donar El matrimoni Arnolfini a Margarida d'Àustria, governadora dels Països Baixos espanyols.

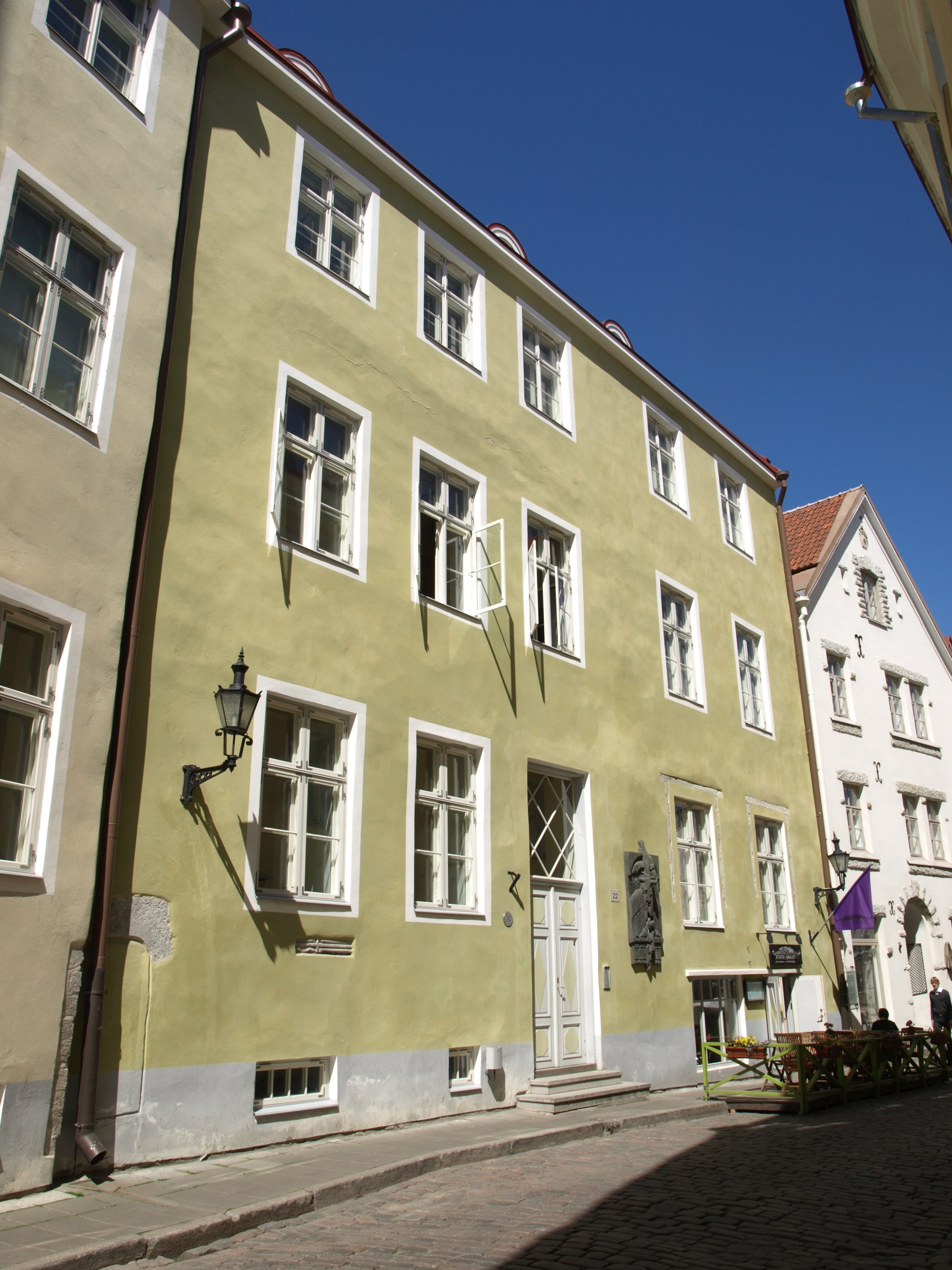
Casa natal de Michel Sittow i una de les cases que va heretar dels seus pares. El memorial de Sittow és a la dreta de la porta.

Quan Felip va morir en 1506, Sittow va perdre el seu nou protector. En el mateix any, va tornar a Reval on el seu padrastre, el fabricant de vidre Diderick van Katwijk s'havia apoderar de les cases dels seus pares, ja que la mare de Michael havia mort en 1501. Van Katwijk havia viatjat al Brabant. El 1501 ofereix una resolució sobre la propietat de Sittow que aquest es va negar a admetre. A mesura que el tribunal local no va donar suport a la demanda Sittow per l'herència, havia d'anar al Tribunal d'Instància superior a Lübeck. Va guanyar el cas a Lübeck, però no va poder registrar oficialment les cases dels seus pares com la seva propietat fins a la mort del seu padrastre el 1518.
Michael Sittow es va unir al Gremi de Kanut (alemany:  Kanutigilde, en estonià:  Kanuti daurar), el gremi local pintors el 1507 i es van casar el 1508. Tot i ser un mestre de renom a Europa, Sittow només va acceptar el títol d'oficial i va ser obligat a pintar una obra mestra abans d'esdevenir un mestre artesà complet en el gremi. Sittow va realitzar diverses comandes locals i va treballar per a l'Església de Sant Pere a Siuntio, Finlàndia.
En 1514 va ser cridat a visitar Copenhaguen, per pintar el retrat de Cristià II de Dinamarca. El retrat va ser concebut com un regal per la promesa de Cristià, Isabel d'Àustria, neta d'Isabel de Castella. El retrat que es pot veure a Copenhaguen Museu Statens Kunst és probablement una còpia d'un original perdut o una segona còpia per ordre de Sittow.
Des d'allà va viatjar als Països Baixos del Sud, on es va exercir de pintor de Margarida d'Àustria, virreina dels Habsburg als Països Baixos.
Des dels Països Baixos, Sittow va tornar a Espanya i va treballar per Ferran II d'Aragó, seguit el 1516 pel rei espanyol Carles I, el futur Carles V del Sacre Imperi Romanogermànic. Quan Carles V va renunciar al poder que va portar l'escultura de fusta feta per Sittow de la Verge i tres quadres amb ell al Monestir de Yuste, on es va recollir. És possible que Sittow es va aventurar a Espanya en un intent de recuperar un salari no remunerat de la reina Isabel de Castella.
En 1516 (possiblement, o 1517 o 1518) de Michael Sittow va tornar a Reval. El 1518, es va casar amb Dorothie, la filla d'un comerciant anomenat Allunsze. El seu fill Michel va morir poc després del naixement. En 1523, va esdevenir el Sittow Aldermann (gremi-principal) de l'Associació de Kanut.
Michael Sittow va morir de la pesta a Reval entre el 20 de desembre 1525 i el 20 gener 20 1526. Està enterrat al cementiri de la casa de beneficència de l'Església de l'Esperit Sant.

## Obra

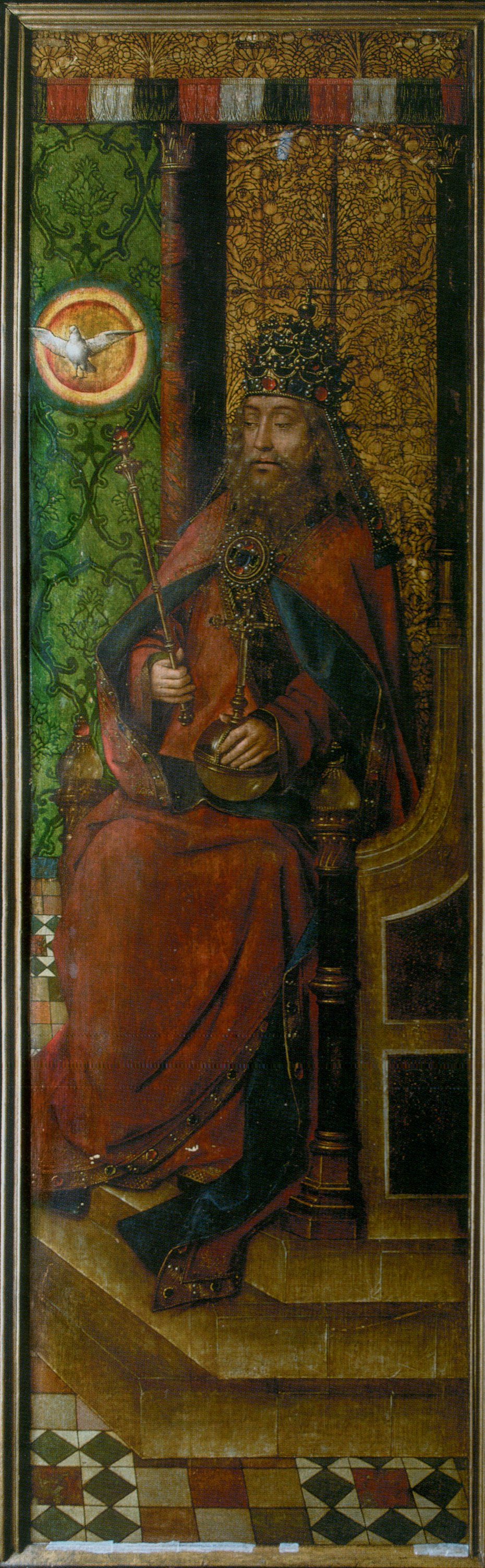
Passió del Retaule de l'església de Sant Nicolau de Tallin

El nom de Michael Sittow era gairebé desconegut durant segles, fins que el 1914 Max J. Friedlander va presentar una hipòtesi que el Maestro Michiel, pintor de la cort de la reina Isabel, és l'autor del díptic que va descobrir prop de Burgos, que representa la Virgen i el Niño en una banda i un Caballero de l'orde de Calatrava en l'altre. Els estudiosos van poder situar de la carrera de Mestre Michiel a Espanya, els Països Baixos i a Dinamarca, però no va ser fins a 1940, quan l'historiador bàlticoalemany, Paul Johansen, va identificar el misteriós Maestre Michiel com a Michael Sittow de Reval.
Michael Sittow especialitzat principalment en petites obres de devoció i retrats. El seu estil està molt influenciat pel seu mestre Hans Memling i també mostren la influència de l'elegància que es troben en els retrats de Jean Perréal.
Sittow utilitza capes transparents de pintura per aconseguir un resultat altament refinat i sotmès a harmonies de color, combinat amb efectes de llum i la sensibilitat a la textura. Richardson, va descriure el treball de Sittow "/../ un artista com Van Dyck en una època posterior; .. un genial pintor de temes religiosos, amb unes qualitats excepcionals com a pintor de retrats que es poden situar entre els millors del seu temps, viu, franc i elegant, trencadís i reservada "
Poques pintures supervivents es poden atribuir a Sittow amb certesa, i hi ha molts problemes d'atribució al voltant del seu treball. Encara que la biografia està ben documentada, les úniques obres que es poden atribuir a ell amb certesa són dos grups molt petits i no atípics d'una gran sèrie, sobretot per Juan de Flandes, per a la reina Isabel. Les atribucions d'ambdós del retrat (avui a Washington, DC) anomenat Don Diego de Guevara (mort a Brussel·les el 1520, un noble la família, procedia de Santander al nord d'Espanya, membre valuós de la cort dels Habsburg a Borgonya, i la pintura de la Verge i el Niño que juntament amb la de Diego de Guevara van formar un díptic, són gairebé certes. Felipe de Guevara era un fill il·legítim de Diego i esmenta el retrat del seu pare fet per Sittow.
La majoria de les pintures Sittow no estan ni signades ni datades - l'única pintura que es pot datar amb certesa és el retrat de Cristià II de Dinamarca. Hi ha més de trenta obres atribuïdes a Michael Sittow, però, la majoria no han estat verificades com a pròpies.
Moltes de les seves pintures (que s'esmenta en diversos documents) i la gairebé totalitat de les seves escultures no s'han conservat.

### Llista d'obres
- Verge amb el Nen (part esquerra d'un díptic, possiblement amb Catalina d'Aragó), Gemäldegalerie (Berlín), ara separada de l'altra ala, que és la que segueix:
- Retrat de Diego de Guevara (ala dreta d'un díptic), Washington, DC, National Gallery of Art
- Verge amb el Nen (Budapest, Múzeum Szépmüvészeti)
- Retrat de Cristià II, rei de Dinamarca (Copenhaguen, Museu Estatal d'Art, probablement una còpia)
- Retrat probablement de Caterina d'Aragó, Viena, Kunsthistorisches Museum
- Caterina d'Aragó (?) Com la Magdalena, Detroit Institute of Arts
- Verge amb el Nen i Sant Bernat (Madrid, Museu Lázaro Galdiano)
- Retrat d'un home de la perla (Palau Reial de Madrid)
- Crist amb la Creu de Moscou, Museu Puixkin
- Coronació de la Verge (París, Louvre)
- Retrat d'una dama (París, Louvre)
- Retaule de la Passió (Església de Sant Nicolau, Tallin)
- Retrat d'un home, La Haia, Mauritshuis
- Nativitat, Viena, Kunsthistorisches Museum
- Assumpció de la Verge (panell en el petit retaule de la reina Isabel de Castella) a Washington, DC, National Gallery of Art
- Ascensió (panell en el petit retaule de la reina Isabel de Castella) (Col·lecció privada)

Entre les obres que ja no es considera que són de Sittow, tenim:
- Retrat d'Enric VII, rei d'Anglaterra (National Portrait Gallery, Londres), possiblement una còpia contemporània d'un Sittow original.